# Annona burchellii
Annona burchellii är en kirimojaväxtart som beskrevs av Robert Elias Fries. Annona burchellii ingår i släktet annonor, och familjen kirimojaväxter. Inga underarter finns listade i Catalogue of Life.